# リキプロ
リキプロは、日本のプロレスプロモーション。

## 歴史
2004年8月13日、2日前にWJプロレスを退団した石井智宏、宇和野貴史、和田城功が設立。事務所はWJの道場をそのまま利用し、道場訓は「我等、人生、壱生、感動」。代表はWJで広報を務めていた立石史が就任。選手会長は石井が務めて長州はWJに取締役として籍を残しつつマネジメントはリキプロが行っていた。8月19日、後楽園ホールで旗揚げ戦を開催。
所属選手が少なく単独では興行が行えないため実質はフリー選手の所属事務所。興行開催時は新日本プロレス、ビッグマウス・ラウド、アパッチプロレス軍、KAIENTAI DOJOなどの他団体選手、越中詩郎、後藤達俊などフリー選手の参戦により対戦カードを編成している。
四半期に1度程度のペースで自主興行を開催していた。それ以外の時期は選手とファンの集い、クリスマスパーティー、ちゃんこパーティーの開催や上記団体への選手派遣が主な業務内容である。
2006年5月21日、長州のプロデュースによるリキプロ主催「LOCK UP」の旗揚げ戦を新木場1stRINGで開催。旗揚げ当初は新日本プロレスの単発興行として開催して新日本の下請会社としての役目も担っている。
2008年5月18日、リキプロの単独興行に移行（ただし、新日本プロレスは選手の派遣やプロモーションなどの面で協力している）。
2009年2月、道場を閉鎖することを発表。
現在は長州の個人事務所になっている。

## タイトル
- WMGタッグ王座

## 所属選手
- 長州力

## スタッフ

### レフェリー
- 保永昇男

## 歴代所属選手
- 宇和野貴史
- 下田大作
- 和田城功
- 石井智宏
- 矢口壹琅